# Claude Godbout
Pour les articles homonymes, voir Godbout (homonymie).
Claude Godbout est un producteur, monteur, réalisateur et acteur québécois né le 29 janvier 1941 à Montréal (Canada).

## Biographie
Il aborde le cinéma en incarnant le personnage de Claude, un jeune intellectuel québécois révolté et désabusé des années 1960 dans Le Chat dans le sac de Gilles Groulx, un film produit par l'ONF où il devient brièvement monteur, puis producteur, notamment du film Les Bons Débarras de Francis Mankiewicz. Dans les années 1990, il est producteur indépendant de séries télévisées.
Il est le frère de l'écrivain et cinéaste Jacques Godbout.

## Filmographie

### comme producteur
- 1973 : On n'engraisse pas les cochons à l'eau claire
- 1978 : Servantes du bon Dieu
- 1980 : Les Bons Débarras
- 1980 : Thetford au milieu de notre vie
- 1980 : Corridors
- 1980 : Pris au piège
- 1981 : Le Plus Beau Jour de ma vie
- 1981 : On n'est pas des anges
- 1996 : Urgence (série TV)
- 1997 : Le Masque (série TV)
- 1997 : Platinum (TV)
- 2003 : René Lévesque, héros malgré lui (feuilleton TV)
- 2008 : Cinéma québécois (TV)

### comme monteur
- 1968 : C'est pas la faute à Jacques Cartier de Georges Dufaux et Clément Perron (également assistant-réalisateur)
- 1969 : Multiple Man

### comme réalisateur
- 2008 : Cinéma québécois
- 2008 : La Génération 101
- 1972 : Babel PQ

### comme scénariste
- 2013 : Un rêve américain

### comme acteur
- 1964 : Le Chat dans le sac : Claude